# Sadni Hrib
Sadni Hrib je naselje v Občini Kočevje brez stalnih prebivalcev.